# Leptotrachelon nevermanni
Leptotrachelon nevermanni is een keversoort uit de familie loopkevers (Carabidae). De wetenschappelijke naam van de soort is voor het eerst geldig gepubliceerd in 1928 door Liebke.